# Dryopteris vidae
Dryopteris vidae är en träjonväxtart som beskrevs av Fraser-jenk. och Gibby. Dryopteris vidae ingår i släktet Dryopteris och familjen Dryopteridaceae. Inga underarter finns listade.